# Tuberomastax
Tuberomastax is een geslacht van rechtvleugeligen uit de familie Chorotypidae. De wetenschappelijke naam van dit geslacht is voor het eerst geldig gepubliceerd in 1944 door Bolívar.

## Soorten
Het geslacht Tuberomastax  is monotypisch en omvat slechts de volgende soort:
- Tuberomastax siebersi (Bolívar, 1944)